# Ruszlána
A Ruszlána a Ruszlán férfinév női párja.

## Rokon nevek
- Ruszalka:[1] a Ruszlána orosz becenevéből ered.[2]

## Gyakorisága
Az 1990-es években a Ruszlán és a Ruszalka szórványos név, a 2000-es években nem szerepelnek a 100 leggyakoribb női név között.

## Névnapok
Ruszlána, Ruszalka
- július 17.[2]

## Híres Ruszlánák, Ruszalkák
- Ruszlana Sztepanyivna Lizsicsko ukrán énekesnő
- Ruszlana Korsunova modell

## Zene
- Ruszalka, Antonín Dvořák operája (1901)
- Ruszalka, Alekszandr Szergejevics Dargomizsszkij operája (1856)